# Wrestlingworth
Wrestlingworth är en by i civil parish Wrestlingworth and Cockayne Hatley, i distriktet Central Bedfordshire, i grevskapet Bedfordshire i England. Byn är belägen 20,9 km 
från Bedford. Orten har 579 invånare (2015). Wrestlingworth var en civil parish fram till 1985 när blev den en del av Wrestlingworth & Cockayne Hatley. Civil parish hade 393 invånare år 1961.